# Snorri Sigurbjörnsson
Snorri Thor Sigurbjörnsson (ur. 1 stycznia 1991) – islandzki hokeista, reprezentant Islandii.

## Kariera
- Stjernen U19 (2006-2007)
- Frisk Asker U19 (20067-2010)
- Frisk Asker 2 (2009-2010)
- Kråkene IL (2010-2011)
- Skautafélag Reykjavikur (2011/2012)
- PTH Poznań (2013-2015)
- UMFK Esja (2015-)

Karierę juniorską rozwijał w Norwegii, w klubach Stjernen Hockey i Frisk Asker, gdzie mieszkał od 6. roku życia. W 2013 został zawodnikiem polskiej drużyny PTH Poznań. W jej barwach występował w II lidze edycji 2013/2014, 2014/2015.
Został reprezentantem Izraela. Uczestniczył w turniejach mistrzostw świata juniorów do lat 18 w 2008 (Dywizja III), 2009 (Dywizja III), mistrzostw świata juniorów do lat 20 w 2010 (Dywizja III), 2011 (Dywizja II). W kadrze seniorskiej uczestniczył w turniejach 2009 (Dywizja IIA), 2010 (Dywizja IIB), 2011 (Dywizja IIB), 2012 (Dywizja IIA).

## Sukcesy i wyróżnienia
Reprezentacyjne
- Awans do Dywizji II MŚ do lat 18: 2009
- Awans do Dywizji II MŚ do lat 20: 2010

Indywidualne
- Mistrzostwa Świata Juniorów w Hokeju na Lodzie 2010/III Dywizja:
  - Ósme miejsce w klasyfikacji asystentów turnieju: 5 asyst[3]
  - Czwarte miejsce w klasyfikacji kanadyjskiej wśród obrońców turnieju: 6 punktów[4]
  - Pierwsze miejsce w klasyfikacji +/- turnieju: +8[5]